# حميد العقابي
حميد العقابي (1956 - 4 أبريل 2017) شاعر عراقي ولد في مدينة الكوت في العراق. غادر العراق نهاية عام 1982. يقيم في الدنمارك منذ عام 1985. توفي في مدينة (فايله) الدنماركية بتاريخ 4 أبريل 2017.

## أعماله
- أقول احترس أيها الليلك عام 1986.
- واقف بين يدي عام 1987.
- بم التعلل عام 1988.
- تضاريس الداخل عام 1992.
- حديقة جورج عام 1994.
- وحدي سافرت غدًا (بالدنماركية) عام 1996.
- كمائن منتعظة (ضمن كتاب «خمسة شعراء عراقيين») عام 1998.
- أصغي إلى رمادي (فصول من سيرة ذاتية) عام 2002.
- ثمة أشياء أخرى (قصص) 2004
- الفادن، عناء فحسب (ديوان شعري) 2005
- الضلع (رواية) 2008
- أقتفي أثري (رواية) 2009
- القلادة (رواية) 2016 منشورات دار الجمل
- يؤثث الفراغ ويضحك مجموعة قصصية (الهيئة العامة للكتاب في مصر)